# Bánhidy Andor
Bánhidy Andor (vagy Bánhidi) (Szatmárnémeti, 1910. augusztus 24. – Budapest, 1964. szeptember 25.) magyar festő, grafikus, Munkácsy-díjas (1952), a szocialista realizmus korszakának alkotóművésze és tanára.

## Életpályája
1929 és 1935 között folytatta tanulmányait a Magyar Képzőművészeti Főiskolán, ahol mesterei Bosznay István és Vaszary János voltak.  1933 és 1936 között Varga Nándor Lajosnál tanult. 1938 és 1943 között a budapesti Wander gyógyszergyár grafikusa, Ebben az időszakban kezdett idegenforgalmi plakátokat tervezni. A második világháború alatt hadifogságba esett. Hazatérése után az MDP dekorációs osztályán dolgozott, számos politikai plakátot tervezett. 1952 és 1957 között  a Honvéd Stúdióban volt festő. 1958-tól haláláig a Magyar Képzőművészeti Főiskola grafikai tanszékének vezetője volt.

## Díjai, elismerései
- Munkácsy-díj (1952)

## Részvétele csoportos kiállításokon (válogatás)
- 1952-54 • 3. és 4. Országos Képzőművészeti kiállítás, Műcsarnok, Budapest
- 1961 • IV. Magyar Plakátkiállítás, Műcsarnok, Budapest
- 1960 • Magyar Plakát-Történeti kiállítás 1885-1960, Műcsarnok, Budapest
- 1986 • 100 + 1 éves a magyar plakát, Műcsarnok, Budapest
- 1995 • Plakát Parnasszus I., Szt. Korona Galéria, Székesfehérvár.

## Művei közgyűjteményekben
- MAHIR Archívum, Budapest
- Magyar Nemzeti Galéria, Budapest
- Országos Széchényi Könyvtár, Budapest.